# Golodnaja guba
Golodnaja guba (rusky Голодная губа) je jezero v Něneckém autonomním okruhu v Archangelské oblasti v Rusku. Má rozlohu 186 km².

## Vodní režim
Leží mezi deltou Pečory na východě a Něneckým valem na západě. Je spojené se západním ramenem Pečory průtokem Velké hrdlo (Большое Горло).